# Vreten, Skövde kommun
Vreten är en ort i Ljunghems socken i Skövde kommun. Lite norr om orten ligger Vretens kyrka.